# Graziella Pellegrini
Graziella Pellegrini (née le 12 juillet 1961 à Gênes) est une professeure italienne de biologie cellulaire et coordinatrice du programme de thérapie cellulaire à l'Université de Modène et de Reggio d'Émilie. Elle a développé et diffusé des protocoles de thérapie cellulaire dans des hôpitaux italiens.

## Biographie
Graziella Pellegrini, fait des études de pharmacologie moléculaire à l'Université de Gênes, où elle obtient son doctorat en 1988. Elle continue par des études de chimie et de pharmacologie, toujours à l'Université de Gênes et obtient deux diplômes en 1989,. Pellegrini également suit une formation supplémentaire pour devenir pharmacienne.

## Recherche et carrière
Graziella Pellegrini est nommée à l'Institut national italien de recherche sur le cancer en 1988. Elle occupe des postes chez Celllife Biotechnology, au Centre de biotechnologie avancée et à la Veneto Eye Bank Association. Elle est surtout connue pour ses travaux en médecine translationnelle et elle a  développé des thérapies cellulaires et géniques à médiation par cellules souches épithéliales,,. Pendant la majeure partie de sa carrière universitaire, elle a travaillé avec Michele De Luca. En 1990, Pellegrini a établi les premières cultures de cellules souches urétrales pour l'homme, susceptibles d'être utilisées pour régénérer l' urètre chez les patients atteints d'hypospadias postérieur.
Elle a montré que le facteur de transcription p63, un homologue de P53 qui est essentiel à la prolifération régénératrice dans le développement des cellules épithéliales, peut distinguer les cellules kératinocytaires humaines de leurs analogues kératinocytaires amplificateurs transitoires. L'identification de ce marqueur est importante dans l'application clinique des cultures épithéliales pour la thérapie cellulaire.
En 2006, Pellegrini est nommée professeur associé à l' Université de Modène et de Reggio Emilia. Elle y dirige le Centre de médecine régénérative « Stefano Ferrari ». Pellegrini utilise les cellules souches épithéliales pour le traitement des maladies de la peau .Au cours des deux années suivantes, Pellegrini et De Luca ont observé les premiers patients traités par cellules souches, lorsqu'il est devenu clair qu'ils pouvaient faire évoluer la technologie.
En 2008, Pellegrini et De Luca fondent la  Holostem Terapie Avanzate, une société de biotechnologie qui développe des produits de thérapie avancée utilisant des cultures de cellules souches épithéliales. Ils ont développé un système de culture appelé  Holoclar, qui a été reconnu par l'Agence européenne des médicaments en 2008 et a reçu son autorisation de mise sur le marché de la part de la Commission européenne en 2015 ,,. Holoclar est le premier médicament à base de cellules souches approuvé par la Commission européenne.

## Distinctions
En 2020, Graziella Pellegrini et Michele De Luca ont partagé le prix Louis-Jeantet de médecine pour le développement d'une thérapie régénérative à base de cellules souches épithéliales chez les patients atteints de maladies oculaires et cutanées graves.
Pellegrini présente également des expertises au Forum économique mondial.